# Política do Turquemenistão
O Turquemenistão é uma república presidencialista localizada na Ásia Central, conhecida por seu regime político autoritário e forte centralização de poder. O presidente exerce um controle quase absoluto sobre o país, atuando como chefe de Estado e chefe de governo ao mesmo tempo, concentrando funções que, em democracias mais tradicionais, seriam divididas entre diferentes instituições. Desde a independência da União Soviética em 1991, o país tem sido governado por líderes que consolidaram seu poder através de eleições controladas, repressão de opositores políticos e restrições à liberdade de imprensa e expressão.
O presidente turcomeno possui amplos poderes executivos, incluindo a nomeação de altos funcionários do governo, controle das forças armadas e influência significativa sobre o sistema judiciário. Além disso, o governo mantém uma forte presença na economia do país, especialmente no setor de gás natural, que é uma das principais fontes de renda nacional. A ausência de uma oposição política efetiva e a limitação das liberdades civis contribuem para um ambiente político altamente controlado.
Apesar das tentativas ocasionais de reformas superficiais ou mudanças na liderança, o regime permanece firme na sua estrutura autoritária. A sociedade turcomena vive sob um clima de vigilância constante, com restrições severas às atividades políticas e sociais. Assim, o controle quase absoluto do presidente sobre todos os aspectos da vida no Turquemenistão reflete um modelo de governança centrado na manutenção do poder por meio de mecanismos autoritários e repressivos.

## Presidentes
| Presidente                 | Período   |
| -------------------------- | --------- |
| Balysh Ovezov              | 1950-1969 |
| Muhammetnazar Gapurow      | 1969-1985 |
| Saparmyrat Nyýazow         | 1985-2006 |
| Gurbanguly Berdimuhammedow | 2006-2022 |
| Serdar Berdimuhammedow     | 2022-2029 |

## Vices-presidentes
| Vice-presidente         | Período   |
| ----------------------- | --------- |
| Atta Charyyev           | 1992-1992 |
| Orazgeldi Aydogdyev     | 1992-2001 |
| Gurbanguly Bimuhammedow | 2001-2006 |
| Vago                    |           |
| Raşit Meredow           | 2007-2029 |

## Primeiros-ministros
| Primeiro-ministro                 | Período   |
| --------------------------------- | --------- |
| Sukhan Babayev                    | 1945-1951 |
| Balysh Ovezov                     | 1951-1958 |
| Dzhuma Durdy Karayev              | 1958-1959 |
| Balysh Ovezov                     | 1959-1960 |
| Abdy Annaliyev                    | 1960-1963 |
| Muhammetnazar Gapurow             | 1963-1969 |
| Oraz Orazmuhammedow               | 1969-1975 |
| Bally Yazkuliyev                  | 1975-1978 |
| Chary Karriyev                    | 1978-1985 |
| Saparmyrat Nyýazow                | 1985-1986 |
| Annamurat Hojamyradow             | 1986-1989 |
| Han Ahmedow                       | 1989-1992 |
| Abolido pela Constituição de 1992 |           |

## Partidos políticos
Só existem três partidos políticos legais: o Partido Democrático do Turquemenistão (descendente do antigo Partido Comunista do Turquemenistão),o Partido dos Industriais e Empresários e o Partido Agrário do Turquemenistão.
Em 1993, um grupo de deputados ligados aos trabalhadores rurais fundou o Partido da Justiça dos Camponeses, sem, no entanto, receber qualquer reconhecimento legal.
Em janeiro de 2002, Boris Şyhmyradow , ex-ministro de relações exteriores, fundou, no exílio, o Movimento Democrático Popular do Turquemenistão.

## Poder legislativo
O orgão legislativo do Turquemenistão é o Conselho Nacional (Milli Geňeş) que é constituído pela Assembleia (Mejlis), com 125 membros eleitos por voto direto para mandatos de cinco anos; e po um Conselho Popular (Halk Maslahaty), com outros 56 membros, destes 48 são escolhidos por voto indireto e outros 8 são nomeados pelo presidente.

## Poder judiciário
O Supremo Tribunal do Turcomenistão foi instituído em 1992 após a aprovação da Constituição do Turquemenistão, a Suprema Corte atualmente é composta por 22 juízes que são nomeados pelo presidente do Turquemenistão para um mandato de 5 anos, com confirmação da Assembleia (Mejlis).